# Eupithecia dubiosa
Eupithecia dubiosa is een vlinder uit de familie spanners (Geometridae). De wetenschappelijke naam is voor het eerst geldig gepubliceerd in 1910 door Dietze.
De soort komt voor in Europa.